# Conselho Deliberativo de Príncipes e Ministros
O Conselho Deliberativo de Príncipes e Ministros (chinês tradicional: 議政王大臣會議, chinês simplificado: 议政王大臣会议, pinyin: Yìzhèng Wáng Dàchén Huìyì), também conhecido como Conselho de Príncipes e Altos Funcionários e Assembleia de Príncipes e Altos Funcionários, ou simplesmente como Conselho Deliberativo (chinês tradicional: 議政處, chinês simplificado: 议政处, pinyin: Yìzhèng Chù; Manchu:ᡥᡝᠪᡝ ᡳ 
ᠪᠠ; Möllendorff: hebe-i ba), foi um órgão consultivo para os imperadores do início da Dinastia Qing (1644–1912). Derivado de grupos deliberativos informais criados por Nurhachi (1559–1626) na década de 1610 e no início da década de 1620, o Conselho foi formalmente estabelecido por seu filho e sucessor Huang-Taiji (1592–1643) em 1626 e expandido em 1637. Composto principalmente por dignitários Manchu dignitaries, , esta instituição aristocrática serviu como a principal fonte de aconselhamento em assuntos militares para os imperadores Huang-Taiji, Shunzhi (r. 1643–1661) e Kangxi (r. 1661–1722). Foi particularmente poderoso durante as regências de Dorgon (1643–1650) e Oboi (1661–1669), que o usaram para aumentar sua influência pessoal.
Depois de servir como o órgão de formulação de políticas mais influente da dinastia por mais de um século, o Conselho Deliberativo foi substituído e então tornado obsoleto pelo Grande Conselho, de composição mais mista, que o Imperador Yongzheng (r. 1722–1735) criou no final da década de 1720 para contornar a influência dos príncipes e ministros deliberativos. O Conselho Deliberativo foi formalmente abolido em 1792.

## Origens e estabelecimento formal

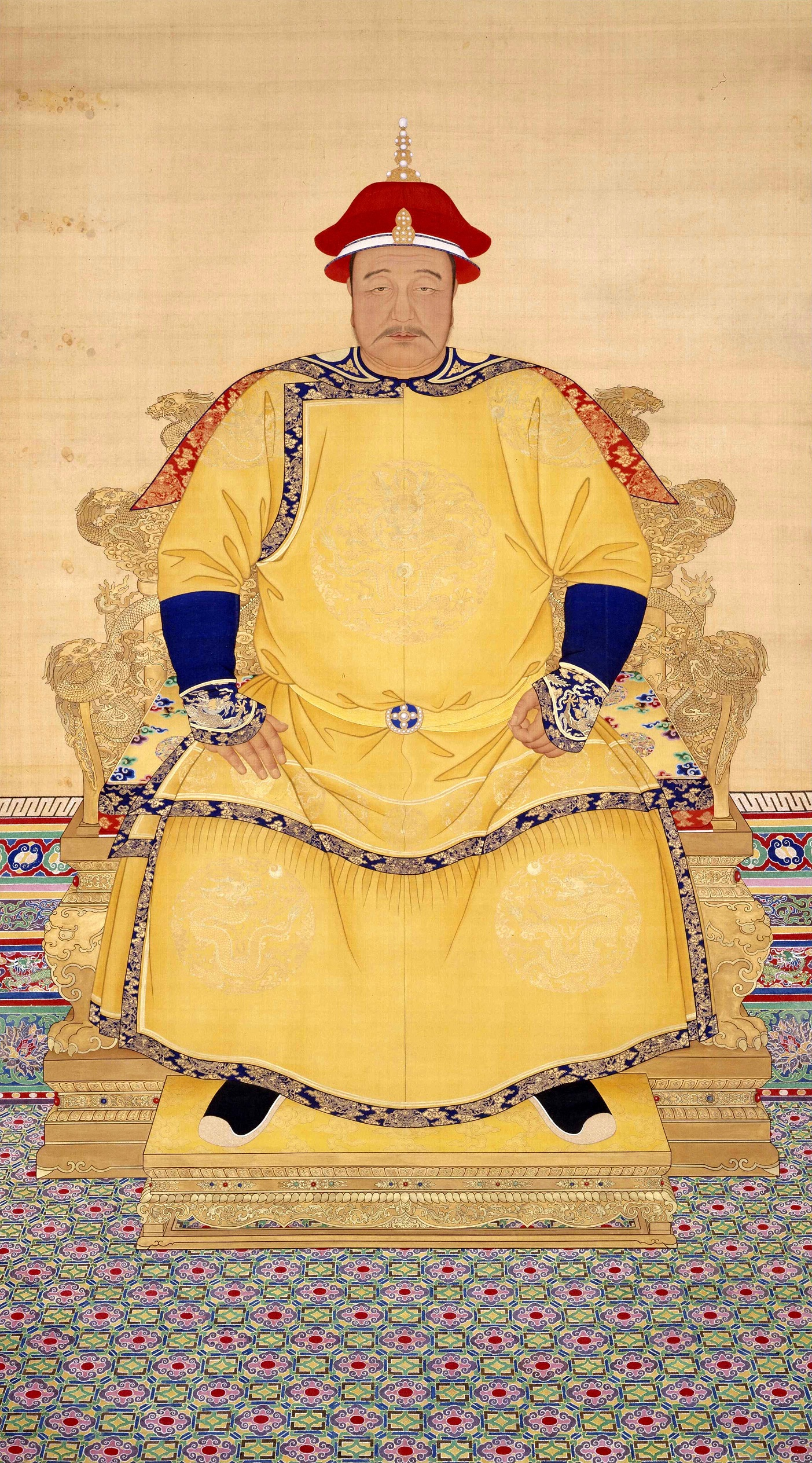
Huang-Taiji, visto aqui em trajes imperiais, estabeleceu formalmente o Conselho de Ministros Deliberativos em 1627.

O historiador Robert Oxnam chamou a origem do Conselho de "um processo complicado e muitas vezes confuso".  O Conselho teve origem em instituições informais criadas por Nurhachi (1559–1626) para promover o governo colegial entre seus filhos. Em 1601, Nurhaci organizou a sociedade Manchu em quatro "Estandartes" que dobraram em número em 1615 para se tornarem os Oito Estandartes.  Em 1622, ele deu a oito de seus filhos (que eram chamados de "príncipes" ou beile ) o controle sobre um estandarte cada  e ordenou que se reunissem para deliberar sobre políticas importantes, especialmente questões militares.  Os oito filhos de Nurhaci eram conhecidos coletivamente como os "príncipes que deliberam sobre o governo" (議政王; yìzhèng wáng; Manchu: doro jafaha beise). 
Outro precursor do Conselho foi um grupo de "cinco altos funcionários" e "dez juízes" (jarguci), todos manchus, que Nurhaci colocou no comando de tarefas administrativas e judiciais em 1615 ou 1616.  Robert Oxnam afirma que esse grupo era então chamado de “altos funcionários que deliberam sobre o governo” (議政大臣; yìzhèng dàchén; Manchu: hebe-i amban) e ajudou os príncipes na discussão de políticas.  Franz Michael, no entanto, afirma que eles eram meros “consultores técnicos”, um ponto de vista apoiado por Silas Wu.  Em 1623, "oito altos funcionários" também foram nomeados funcionários deliberativos, mas suas funções eram principalmente censórias e seu papel principal era informar Nurhaci sobre conspirações entre os príncipes. 
Nurhaci foi sucedido por seu filho Huang-Taiji (r. 1626–1643), que, em vez de seguir o desejo de seu pai por um governo colegial, tornou-se um governante forte que lançou as bases institucionais da dinastia Qing. Em 1627, ele colocou os Oito Estandartes sob o comando de oito "altos funcionários" (Manchu: gusai ejen; Chinês: dachen), que também foram instruídos a auxiliar os príncipes nas deliberações políticas.  Silas Wu identifica esta reforma como a origem genuína do Conselho Deliberativo, que se tornou então a principal estrutura de formulação de políticas de Huang-Taiji e foi consultado sobre assuntos estrangeiros e militares.  Em 1637, um ano depois de se ter declarado imperador da dinastia Qing, Huang-Taiji excluiu oficialmente os príncipes imperiais do Conselho.  Em vez disso, o Conselho era composto por oito tenentes-generais (mais tarde chamados de dutong; 都統 em chinês) com dois deputados (fu dutong; 副都統) cada um, que foi encarregado de administrar os Oito Estandartes Manchu.  Ao limitar a participação no Conselho aos líderes militares Manchu de fora do clã imperial, Huang-Taiji aumentou seu poder pessoal às custas dos outros príncipes.  No entanto, o Conselho permaneceu como um bastião do “governo aristocrático coletivo” dentro do governo Qing. 

## Papel central no início da Dinastia Qing

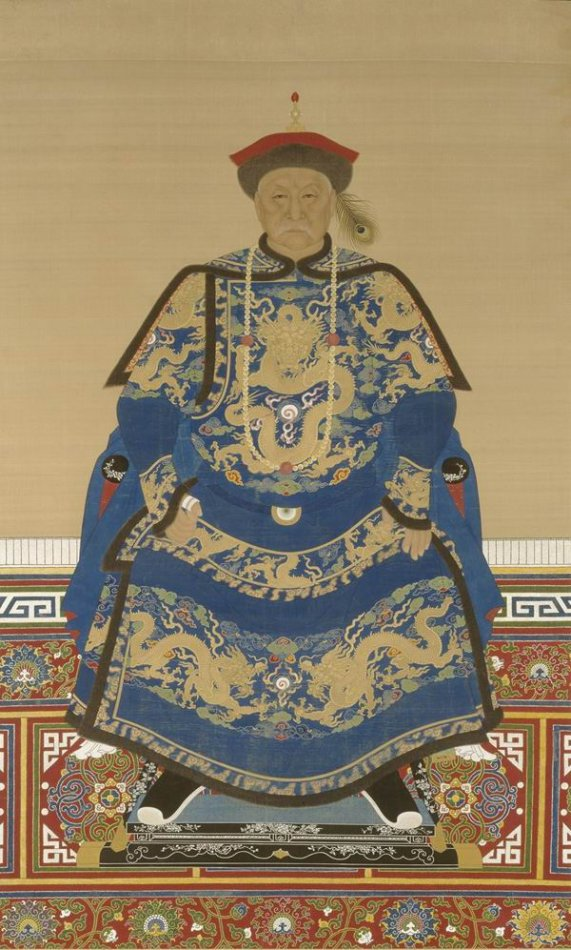
Oboi usou o Conselho Deliberativo como sua principal ferramenta de formulação de políticas de 1661 a 1669, durante sua co-regência para o Imperador Kangxi.

Quando Huang-Taiji morreu em 1643, ele foi substituído pelo jovem Imperador Shunzhi e dois co-regentes: Dorgon e Jirgalang. Em 1644, sob sua liderança, a Dinastia Qing substituiu a extinta Dinastia Ming e mudou sua capital para Pequim. O Conselho Deliberativo de Ministros foi o principal órgão de formulação de políticas de Dorgon durante sua regência.  Logo após se mudar para Pequim, ele deu ao Conselho o controle sobre os assuntos militares e civis, e expandiu sua composição para todos os tenentes-generais e vice-tenentes-generais nos Estandartes Manchu e Mongol, bem como para todos os mongóis e manchus que ocupavam cargos de Grande Secretário ou presidente do Conselho.  Longe de limitar o poder de Dorgon, o Conselho serviu como sua ferramenta para denunciar e acusar outros príncipes que desafiaram sua autoridade.  Em Maio de 1644, por exemplo, ele acusou o filho de Huang-Taiji, Hooge, de comportamento sedicioso e fez os inimigos de Hooge testemunharem contra ele perante o Conselho.  Ele usou o mesmo método para expurgar Hooge para sempre em 1648. 
Após a morte de Dorgon no último dia de 1650, o Imperador Shunzhi iniciou seu governo pessoal: ele ordenou que os membros do Conselho o homenageassem diretamente em questões importantes de estado.  Depois que os apoiadores de Dorgon foram expurgados da corte (em março de 1651), seu antigo co-regente Jirgalang fez uma série de nomeações especiais para o Conselho para promover a lealdade entre a elite Manchu.  Entre 1651 e 1653, ele acrescentou trinta novos membros que não tinham cargos oficiais nas Bandeiras ou na burocracia metropolitana.  Dois dos novos nomeados foram os vassalos chineses Fan Wencheng (范文程; 1597–1666) e Ning Wanwo (寗完我; falecido em 1665), dois dos três chineses que foram nomeados para o Conselho.  Todos os quatro futuros regentes do Imperador Kangxi (Oboi, Suksaha, Ebilun e Soni) também foram nomeados para o Conselho naquela época.  Em 1656, o imperador emitiu um decreto abolindo a nomeação automática para o Conselho de Grandes Secretários Manchus e Mongóis, mas no final do seu reinado em 1661, o Conselho ainda contava com mais de cinquenta membros.  Durante o reinado de Shunzhi, o Conselho era frequentemente convocado para investigar funcionários importantes que tinham sido acusados de corrupção ou de má conduta. 
O Imperador Shunzhi (r. 1643–1661) foi sucedido por quatro regentes liderados por Oboi, que cuidou dos assuntos de estado durante a menoridade do Imperador Kangxi (r. 1661–1722). Sob a regência de Oboi (1661–1669), o Conselho Deliberativo tornou-se "a mais proeminente instituição Manchu".  Embora mantivessem os seus próprios lugares no Conselho, os regentes limitaram a adesão aos tenentes-generais das Bandeiras Manchu e Mongol e aos presidentes Manchu e Mongol dos Seis Ministérios.  Eles também decidiram conceder a filiação ao presidente do Tribunal de Assuntos Coloniais, cuja independência o Imperador Shunzhi havia comprometido ao subjugá-la ao Conselho de Ritos.  Em 1662, o Conselho Deliberativo foi reduzido a 31 membros, principalmente líderes manchus seniores que tinham experiência significativa tanto em assuntos militares como em governo civil. 
O Imperador Kangxi reverteu muitas das reformas burocráticas da facção de Oboi depois de 1669, mas continuou a confiar no Conselho Deliberativo como um corpo de conselheiros Manchu que ele consultava sobre uma ampla variedade de assuntos militares e civis, especialmente aqueles que eram muito sensíveis ou complexos para serem tratados pela burocracia regular.  O imperador permitiu que o presidente do Censorato fizesse parte do Conselho e, em 1683, depois de a rebelião dos Três Feudatórios ter sido reprimida e a paz restabelecida, decidiu que os tenentes-generais dos Estandartes não seriam mais membros automáticos.  Depois disso, o Conselho Deliberativo passou a estar mais voltado para a administração civil.  No entanto, durante a Primeira Guerra Oirate-Manchu, travada de 1687 a 1697 entre o Império Qing e o Canato da Zungária, o Imperador Kangxi frequentemente consultava o Conselho sobre como lidar com Galdan, o cã dos zungares, e com os inimigos dos zungares, os mongóis Calcas.  Durante o seu reinado, o Conselho reunia-se a pedido imperial e transmitia o resultado das suas deliberações ao imperador, que normalmente seguia o conselho do Conselho. 

## Substituição pelo Grande Conselho

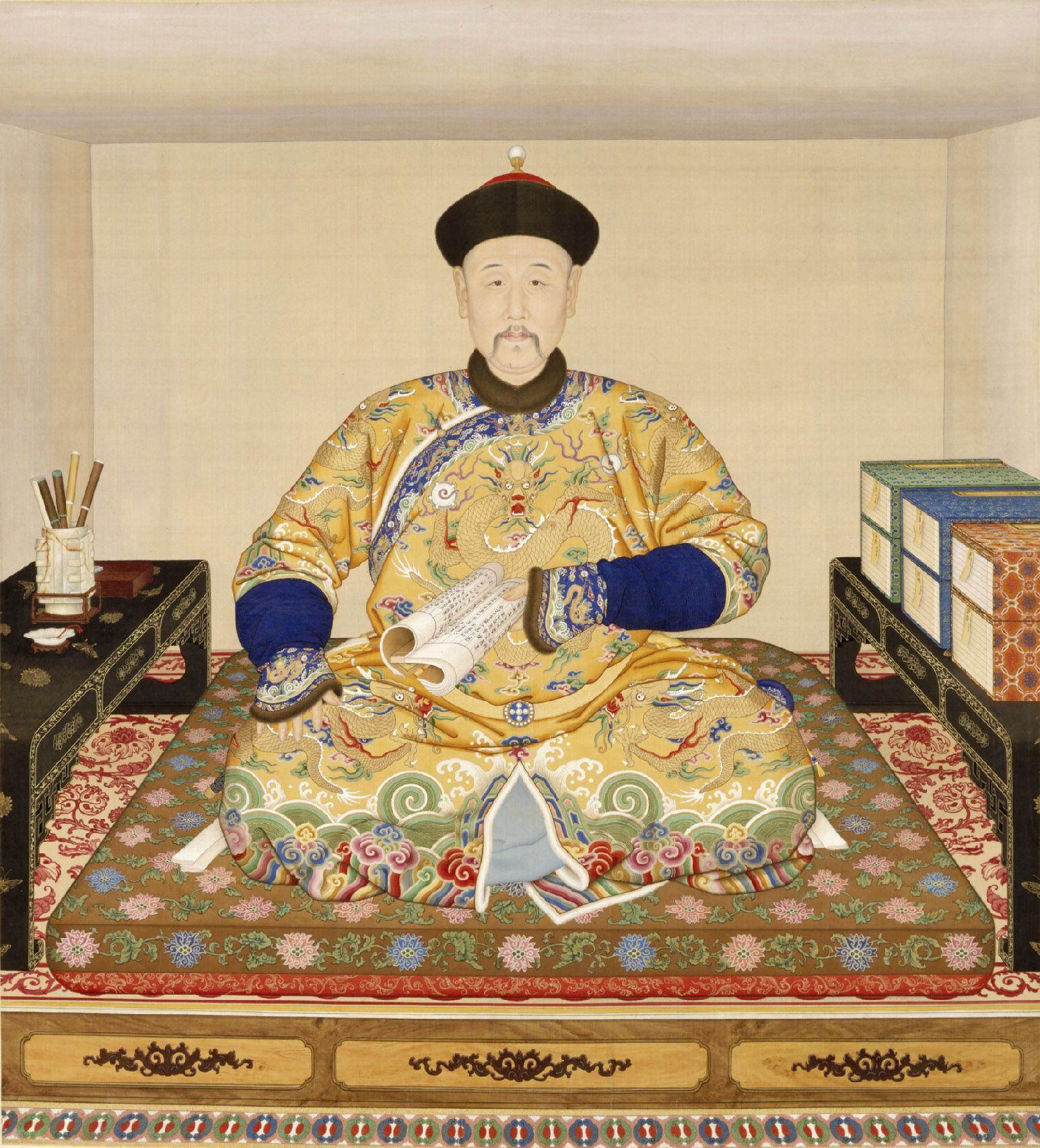
Para diminuir a influência dos nobres manchus, o Imperador Yongzheng criou o Grande Conselho, um novo órgão deliberativo que contornou o Conselho Deliberativo.

O Imperador Yongzheng sucedeu o Imperador Kangxi após uma crise que colocou muitos dos filhos do Imperador Kangxi uns contra os outros. Muitos nobres manchus que se aliaram aos rivais do imperador Yongzheng durante a luta pela sucessão ainda eram membros do Conselho Deliberativo.  Para evitar alienar esses grandes, o Imperador Yongzheng ainda fez novas nomeações para o Conselho e consultou-o sobre vários assuntos militares, mas também trabalhou para minar seu poder.  Para contornar o Conselho, ele criou órgãos paralelos menores que considerou mais confiáveis e menos entrincheirados.  Lentamente, ele transferiu poderes deliberativos para esses ministros mais confiáveis.  Por volta de 1730, essas instituições informais cristalizaram-se no Grande Conselho.  Ao contrário do Conselho Deliberativo, cujos membros eram quase exclusivamente Manchu, o Grande Conselho contava com muitos chineses entre as suas fileiras.  Este conselho privado, mais etnicamente misto, serviu como o principal órgão de formulação de políticas do império durante o resto da dinastia Qing.
Após a estabilização do Grande Conselho na década de 1730, a influência do Conselho Deliberativo declinou rapidamente.  Durante o período Qianlong (1736-1796), os títulos de “ministro deliberativo” e “príncipe deliberativo” tornaram-se principalmente honoríficos.  Os Grandes Secretários Manchu mantiveram tais títulos até 1792, quando o Conselho foi formalmente abolido pelo Imperador Qianlong.  O título foi revivido na segunda metade do século XIX para o Príncipe Gong e outros quando o Príncipe Gong era chefe do Grande Conselho. 